# Oskar Kieselhausen
Oskar Heinrich Emil Kieselhausen (* 14. Mai 1821 in Gotha; † 28. Juli 1876 in Reinach, Schweiz) war ein deutscher Demokrat.

## Leben
Oskar Kieselhausen war der Sohn eines Pfarrers aus Gotha und besuchte dort das Gymnasium illustre. Anschließend studierte er Evangelische Theologie und Mathematik an der Universität Jena und auch an der Universität Leipzig. An beiden Universitäten spürte er die wachsenden politischen Auseinandersetzungen. Er selbst gehörte seit 1840 der Burgkellerburschenschaft in Jena und seit 1841 der Leipziger Burschenschaft Kochei an und sah die herrschenden Verhältnisse und die deutsche Kleinstaaterei sehr kritisch.
An der Universität Leipzig wurde er 1843 wegen des Vorwurfs, Sprecher der Burschenschaft zu sein, mit vier Wochen Karzer bestraft und am 12. März 1844 relegiert.
Oskar Kieselhausen ging nach Chemnitz, wo er Techniker in der Hartmannschen Maschinenfabrik wurde. Dort begrüßte er 1848 die Märzrevolution. Er stellte sich an die Spitze des Widerstandes in Chemnitz und mobilisierte im April etwa 6000 Arbeiter, die ihn zum Präsidenten der ständischen Arbeiterversammlung wählten. Kieselhausen gehörte in Chemnitz auch zu den Mitbegründern des Deutschen Vaterlandsvereins. Ferner war er Mitglied des Bürgervereins und Führer der Reservekompanie der Turner in der Chemnitzer Kommunalgarde.
Nach den Septemberunruhen 1848 wurde Oskar Kieselhausen sieben Wochen in Untersuchungshaft in Chemnitz genommen. Seine Ansichten begannen, sich zu radikalisieren. An der Seite vieler Freiwilliger aus Chemnitz stand er beim Dresdner Maiaufstand 1849 auf den Barrikaden. Er floh nach der blutigen Niederschlagung des Aufstandes über Schneeberg (Erzgebirge) und Schönheide, wo er noch eine Versammlung abhielt, nach Kaiserslautern. Steckbrieflich gesucht, flüchtete er über Karlsruhe in die Schweiz, nachdem er sich zuvor persönlich von seinem Vater, der damals Pfarrer in Siebleben war, verabschiedet hatte.
In der Schweiz arbeitete Oskar Kiselhausen als Lehrer an einem privaten Knabeninstitut. 1854 ließ er sich dauerhaft in Reinach im Aargau nieder, wo er Lehrer an der Bezirksschule war, deren Rektor er 1859 wurde. Dort starb er im Alter von 55 Jahren.

## Ehrungen
In Chemnitz wurde eine Straße nach Oskar Kieselhausen Kieselhausenstraße benannt.